# Мелвилл (Саскачеван)
Ме́лвилл (англ. Melville) — город, расположенный в канадской провинции Саскачеван. В состав провинции был включён в 1960 году. Город расположен в 144 км к северо-востоку от столицы провинции Реджайна и в 43 км к юго-западу от Йорктона. По переписи 2011 года численность населения составляет 4517 человек.

## История
Город, образованный в 1905 году, был назван в честь Чарльза Мелвилла Хейса, который в момент строительства поселения был президентом железнодорожных компаний Grand Trunk Railway и Grand Trunk Pacific Railway. Сам город расположен у реки К’Аппель..

## Демография
Экономический бум 2007—2008 годов привёл к увеличению Мелвилла на 200 человек. Хотя город остаётся самым маленьким в провинции Саскачеван, недавние заявления о дополнительном привлечении бизнеса даёт надежду на увеличение численности населения. По состоянию на 2011 год в Мелвилле проживает 4517 человек. Согласно канадской переписи 2011 года население Мелвилла, по отношению на 2001 год, уменьшилось на 6,8 %, плотность населения составляет 280 человек на км². В соответствии с законодательством провинции Саскачеван город должен иметь устойчивую численность населения в 5000 человек, чтобы получать помощь. Но Мелвиллу, несмотря на недостаток числа жителей, удаётся получать поддержку от столицы.

## Управление
Мэр Мелвилла, в настоящее время это Уолтер Стрилески, является высшим должностным лицом правительства. Избиратели также выбирают олдерменов в муниципальный совет. В палате общин Мелвилл представляет депутат Гарри Брайткрёйц.

## Инфраструктура

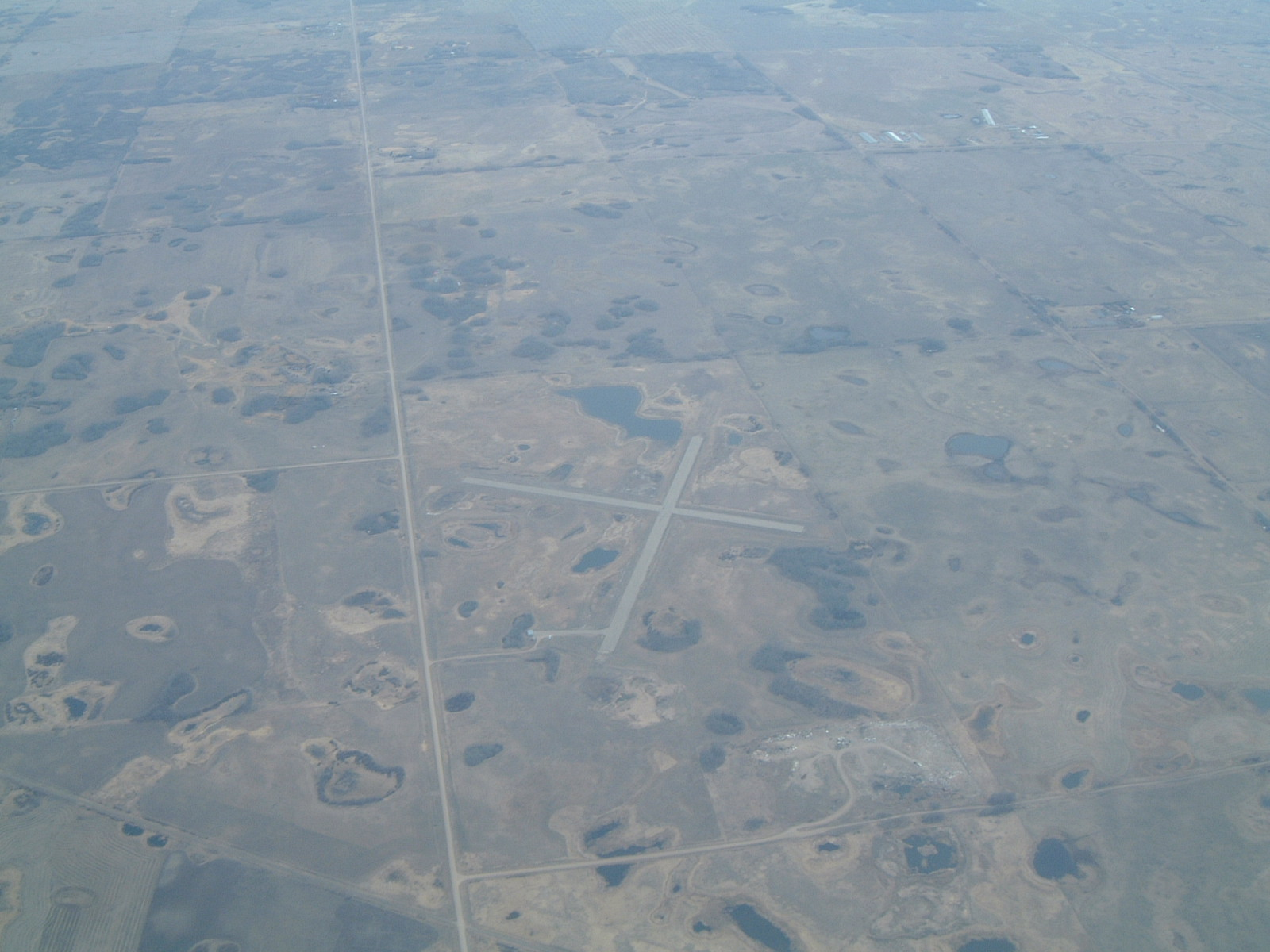
Аэропорт Мелвилла

Мелвилл с другими городами связывают шоссе номер 10,15,47, а также железная дорога компаний «Canadian National Railway» и «Via Rail». Осуществляется автобусное сообщение между Мелвиллом и Реджайной. К востоку от города расположен Муниципальный аэропорт Мелвилла. Самый ближайший крупный центр, Йорктон, расположен в 43 км к северо-востоку.